# Гаврилюк Михайло Богданович
Михайло Богданович Гаврилюк (нар. 19 січня 1999) — український легкоатлет, який спеціалізується в метанні молота.
На національних змаганнях представляє Івано-Франківську область.
Тренується у Ярослава Маланюка.

## Спортивні досягнення
Бронзовий призер чемпіонату світу серед юніорів (2018).
Срібний призер чемпіонату світу серед юнаків (2015).
Бронзовий призер (2019) та фіналіст (4-е місце у 2021) чемпіонатів Європи серед молоді.
Чемпіон Європи серед юнаків (2016).
Переможець Європейського юнацького олімпійського фестивалю (2015).
Зимовий чемпіон України (2022). Багаторазовий призер чемпіонатів України.
Чемпіон України серед молоді (2019). Зимовий чемпіон україни серед молоді (2021).
Зимовий чемпіон України серед юнаків (2014, 2016).